# Bruchophagus sensoriae
Bruchophagus sensoriae är en stekelart som beskrevs av Chen 1999. Bruchophagus sensoriae ingår i släktet Bruchophagus och familjen kragglanssteklar.
Artens utbredningsområde är Taiwan. Inga underarter finns listade.